# 11338 Шилє
11338 Шилє (11338 Schiele) — астероїд головного поясу, відкритий 13 жовтня 1996 року.
Тіссеранів параметр щодо Юпітера — 3,555.